# Tour of Antalya
Tour of Antalya je etapový mužský cyklistický závod konaný v tureckém městě Antalya a okolí od roku 2018. Závod se koná v únoru a je součástí UCI Europe Tour. Do roku 2019 byl organizován na úrovni 2.2 a od roku 2020 na úrovni 2.1.
Ročník 2023 musel být zrušen kvůli zemětřesení v Turecku a Sýrii.

## Seznam vítězů
| Rok  | Země                                          | Jezdec                                        | Tým                                           |
| ---- | --------------------------------------------- | --------------------------------------------- | --------------------------------------------- |
| 2018 | Rusko                                         | Arťom Ovečkin                                 | Marathon–Tula                                 |
| 2019 | Polsko                                        | Szymon Rekita                                 | Leopard Pro Cycling                           |
| 2020 | Spojené království                            | Max Stedman                                   | Canyon dbh p/b Soreen                         |
| 2021 | Nejelo se kvůli pandemii covidu-19            | Nejelo se kvůli pandemii covidu-19            | Nejelo se kvůli pandemii covidu-19            |
| 2022 | Dánsko                                        | Jacob Hindsgaul Madsen                        | Uno-X Pro Cycling Team                        |
| 2023 | Nejelo se kvůli zemětřesení v Turecku a Sýrii | Nejelo se kvůli zemětřesení v Turecku a Sýrii | Nejelo se kvůli zemětřesení v Turecku a Sýrii |
| 2024 | Itálie                                        | Davide Piganzoli                              | Polti–Kometa                                  |